# Бэтти, Майкл
Майкл Бэтти (род. 11 января 1945 года, Ливерпуль) — британский географ, урбанист. Командор Ордена Британской Империи, член Британской академии, Лондонского королевского общества, Академии социальных наук. Профессор факультета Бартлетт Университетского колледжа Лондона (UCL). Основатель и первый директор (1995—2010) Центра продвинутого пространственного анализа (CASA).
Научные интересы Бэтти лежат в области компьютерного моделирования городских систем.

## Образование
Родился в Ливерпуле. С 1950 по 1956 учился в начальной школе Northway County Primary School , затем с 1956 по 1962 в Quarry Bank High School.
Поступил в Манчестерский университет (1962—1966), где выбрал специализацию в области городского и регионального планирования, по которой получил степень бакалавра с особым отличием в 1966 году. Окончил аспирантуру в Университете Уэльса (Институт науки и технологии) в 1984. Диссертационное исследование посвящено псевдо-динамическим моделям городов (доступно онлайн с 2012 года).

## Карьера
Майкл начал академическую карьеру в 1966 году, ещё будучи студентом Манчестерского университета, получив должность ассистента-лектора по городскому и региональному планированию. В дальнейшем он в течение 10 лет работал в Университете Рединга, поднимаясь по академической лестнице (ассистент-исследователь, преподаватель, лектор) в области географии. В это же время он проводит год (1974—1975) в Канаде в качестве приглашенного профессора-ассистента в департаменте транспортного планирования и гражданского строительства Университета Уотерлу (Онтарио).
В 1979 году Бэтти переезжает в Институт науки и технологии Университета Уэльса (ныне — Кардиффский университет), где получает звание профессора. С 1985 по 1989 год Бэтти возглавляет там факультет дизайна среды.
В 1990 году Бэтти переезжает в США, где занимает позицию профессора и директора Национального центра географической информации и анализа (NCGIA) при Университете штата Нью-Йорк в Буффало.
С 1995 года Майкл Бэтти работает в звании профессора в Университетском колледже Лондона, где создает в 1995 году Центр продвинутого пространственного анализа (CASA), первым директором которого становится он сам. Вплоть до 2004 года одновременно был профессором департамента географии и школы Бартлетт (архитектура и планировка).
В 2004 году Бэтти становится бартлетовским профессором городской планировки. Предыдущим получившим это почетное звание был легендарный британский географ-урбанист сэр Питер Холл.
C 2010 года Бэтти уходит с поста директора CASA, занимая должность профессора пространственного анализа и планирования факультета искусственных сред обитания (Бартлета) Университетского колледжа Лондона.
Бэтти в разное время был приглашенным преподавателем географии, планировки, компьютерных наук в следующих университетах:
- 1972—1974 — Политехнический институт Центрального Лондона
- 1982 — Мельбурнский университет
- 1986 — Иллинойсский университет в Урбане-Шампейне
- 1986 — Гонконгский университет
- 1993—1995 — Бристольский университет
- 2003 — Мичиганский университет
- 2010—н. в. — Кардиффский университет[8]
- 2010—н. в. — Университет штата Аризона[9]
- 2015—н. в. — Китайский университет в Гонконге

## Вклад в науку
Исследования Бэтти посвящены разработке аналитических методов и компьютерных моделей структуры городов и регионов.
В ранних работах Майкл Бэтти создавал и развивал модели связи землепользования и транспорта, результаты обобщены в его первой книге «Urban Modelling».
В дальнейшем он сфокусировался на методах визуального представления городов и их моделей, часть этих разработок представлена в его второй книге «Microcomputer Graphics». Вместе с Полом Лонгли он опубликовал книгу «Fractal Cities», к которой высказана идея того, что город может быть представлен в качестве результата самоподобных фрактальных процессов, создающих его структуру.
Работы Бэтти по теории сложности применительно к городскому анализу и планировке обобщены в книге «Cities and Complexity», избранные главы которой доступны на его сайте ComplexCity.
В новой книге «The New Science of Cities» объединено множество идей, концентрированных вокруг утверждения, что конфигурация потоков в большей степени, нежели стационарное местоположение объясняют процессы, происходящие в городе, и городское развитие.
Бэтти являлся редактором нескольких значимых сборников, например «Agent-Based Models of Geographical Systems» и «Virtual Geographic Environments».
С полным библиографическим списком можно ознакомиться на персональном сайте Майкла Бэтти и в его curriculum vita.

## Награды и премии
| Год присуждения | Название награды                         | Присудившая организация               | Основание для награждения                              |  |
| --------------- | ---------------------------------------- | ------------------------------------- | ------------------------------------------------------ |  |
| 2015            | Золотая медаль основателей               | Королевское географическое общество   |                                                        |  |
| 2013            | Премия Вотрена Люда                      |                                       |                                                        |  |
| 2010            | Премия Алонсо                            | Ассоциация региональной науки         | Cities and Complexity (MIT Press, Cambridge, MA, 2005) |  |
| 2004            | Орден Британской империи                 |                                       | За заслуги перед географией                            |  |
| 2002            | University Consortium GIS Research Award | Association of Geographic Information |                                                        |  |
| 1999            | Sir George Back Award                    | Королевское географическое общество   | Вклад в региональную политику и городское планирование |  |
| 1998            | Technological Progress                   | Association of Geographic Information |                                                        |  |